# House latino
House latino, más conocido como Latin House es un subgénero que fusiona house, música latinoamericana (Venezuela, México, Puerto Rico, Cuba, República Dominicana y Panamá, principalmente), y música de origen africano.

## Historia

### Orígenes
En la segunda mitad de la década de 1980 algunos de los pioneros de la música house de origen latinoamericano iniciaron este género con la publicación de temas house en español. Los primeros ejemplos incluyen "Girls Out On The Floor" de Jesse Vélez en 1985, "Amor puertorriqueño" de Raz o "Break 4 Love" de Raze. Una artista influyente fue la puertorriqueña Liz Torres que lanzó versiones en español de sus canciones "Can not Get Enough", "Mama's Boy" y "Payback Is A Bitch".

### Década de 1990
En la década de 1990 una nueva generación de productores y sellos se abrieron paso en el mercado. Nervous Records publicó "Quiero Saber" de los Latin Kings, producido por Todd Terry, así como "Everything's All Right" de Arts of Rhythm o "Philly The Blunt" de Trinidad.
Armand van Helden, productor por aquel entonces del sello Strictly Rhythm publicó "Pirates of The Caribbean Vol. III". Otros temas de la misma discográfica son "Sube" de DJ Dero , "Go-san-do" de The Tribe, "Asuca" de R.A.W., "Boricua Posse" de Rare Arts,"Mas Buena" de Escándalo, "Las Mujeres" de Fiasco, "El Bandolero" de Latin Kaos o "Muevete Mama" y "Sugar Cane" de Afro-Cube.
Durante el mismo período (1991 -1992), Pizarro, productor de Chicago,  publicó "The Five Tones", "New Perspective EP", "Plástica", "Caliente" y "Perdóname". Otros productores como Ralphi Rosario y Masters at Work crearon los primeros clásicos del Latin House como "Da-Me-Lo" y las remezcla de "No se parece a nada" y "Sul Chu Cha" deAlbita y Rosabel respectivamente. Por su parte Louie Vega y Kenny Gonzales remezclaron "Sume Sigh Say" de House of Gypsies (Todd Terry), y un notable éxito, "Robi Rob's Boriqua Anthem" de C&C Music Factory. 
Poco tiempo después aparecen experimentos híbridos, como Proyecto Uno, que combinó house y merengue en sus LP "Todo el Mundo" e "In Da House". Su contraparte femenina es Lisa M de Puerto Rico, que se puede escuchar en los álbumes "No lo derrumbes" y "Flavor of the Latin". Otra discográfica Merengue house digna de mención es "Así mamacita" con el dúo Sandy & Papo.
A mediados de la década de 1990 el sello Cutting se convirtió en el más representativo de este género. DJ Norty Cotto se consideró el productor más representativo de la de la época con los temas de 2 in a Room "Las Mujeres", "Carnaval" y "Dar la vuelta". Fun City con "Padentro" y "Baila". Sancocho con "Tumba la casa", "Alcen las manos" y el LP "Que siga el party". Los Compadres con "La Rumba". Fulanito y su álbum "El hombre más famoso de la tierra" es una buena combinación de house y ritmos latinoamericanos de entonces. El General, con "Muévelo", fue otra de las melodías de la época remezclada por los DJs productores Pablo Pabanor Ortiz & Erick More Morillo.